# Länderbank
La Länderbank AG est une banque autrichienne, qui a fusionné en 1990 avec la banque Bank Austria.

## Histoire

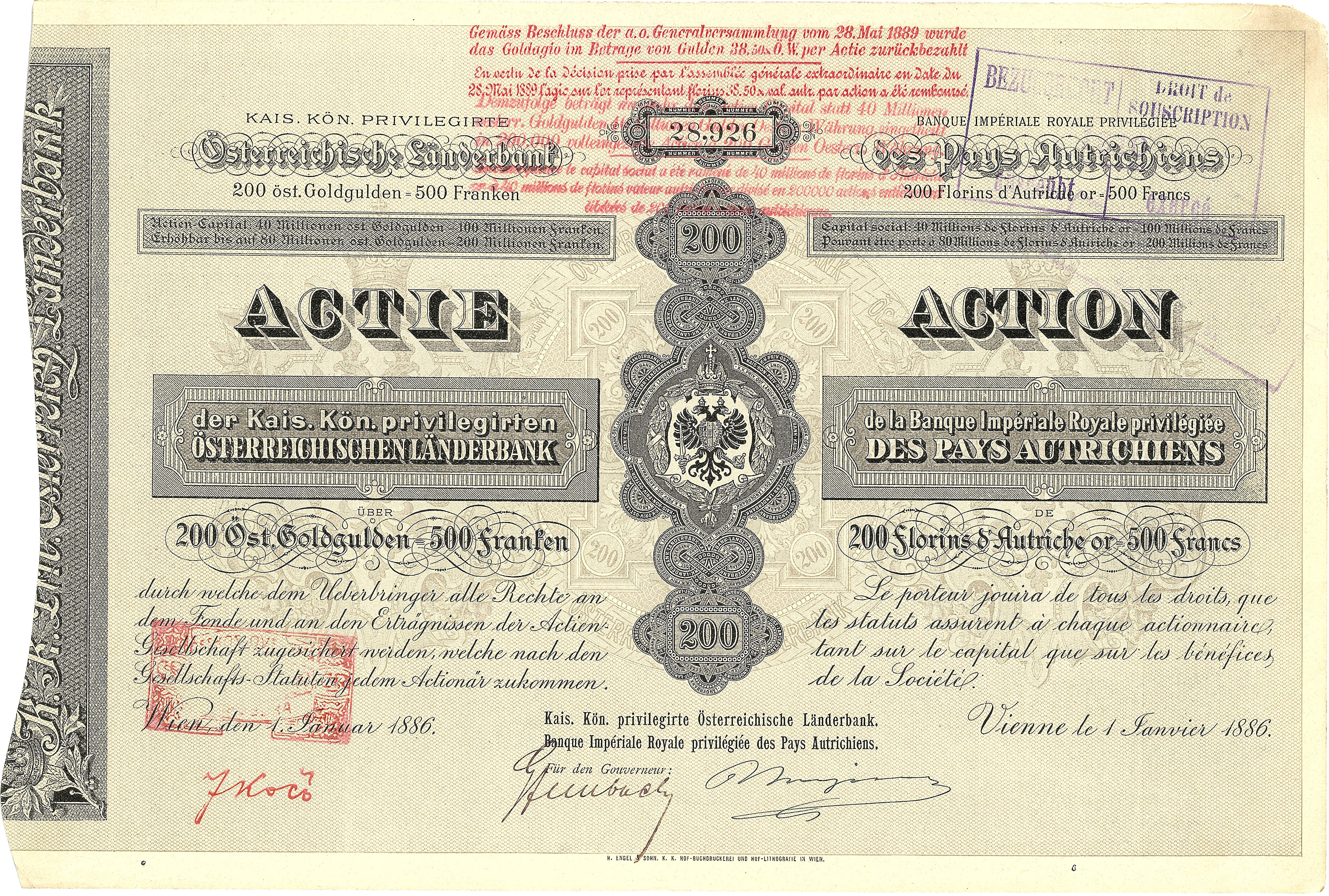
Action de K.k. privilegierte Österreichische Länderbank (Banque Impériale privilégiée des Pays Autrichiens) pour 200 florins autrichiens en or, émise à Vienne le 1er janvier 1886

La K.k. privilegierte Österreichische Länderbank a été fondée en 1880, en tant que filiale d'une banque parisienne, par plusieurs financiers français dont Paul Eugène Bontoux. Son capital initial de 40 millions. Elle devient une banque indépendante autrichienne en 1882.
La Banque de Paris et des Pays-Bas en prend le contrôle en 1920, les bureaux sont transférés à Paris et Jules Cambon en devient le président. En 1927, elle prend le nom de Zentral-Europäische Länderbank (Banque des Pays de l'Europe Centrale), puis Österreichische Länderbank. 
En 1938, associée à la Merkur Bank (en) et la branche viennoise de la Živnostenská banka (en), elle fusionne en tant que filiale de la Dresdner Bank à la suite de l'annexion de l'Autriche par l'Allemagne.
Après 1945, le portefeuille foncier a été parmi les banques nationalisées. Les directeurs généraux ont été Franz Ockermüller (de) (1963-1976), Wolfgang Erndl (1976-1981), puis le chancelier Franz Vranitzky.
La banque a par la suite fusionné avec la Zentralsparkasse (de), propriétaire d'une grande partie de la ville de Vienne.
Le siège de la banque était l'ancien bâtiment principal de la Niederösterreichische Escompte-Gesellschaft (de) dans le premier arrondissement de Vienne.

## Dirigeants

### Présidents
- Jules Cambon

### Directeurs généraux
- Francis Ockermüller : 1963-1976
- Wolfgang Erndl : 1976-1981
- Franz Vranitzky : 1981–1984

## Sources
- Alois Piperger, 100 Jahre österreichische Länderbank 1880-1980; Wien 1980 (Festschrift)
- Harald Wixforth, Die Expansion der Dresdner Bank in Europa, 2012
- Georg Ransmayr, La Banque des Pays de l'Europe Centrale dans l'entre deux guerres, une banque parisienne avec du sang viennois
- Le capital français et la création de la Länderbank de 1880 à 1884, Colloque sur les relations franco- autrichiennes, Poitiers, 1982
- Edmond Langer, Bibliothèque de l'Ecole supérieure de sciences commerciales et économiques de l'Université de Liège, Volume 35, 1964
- Herbert Matis, Von der frühen Industrialisierung zum Computerzeitalter: wirtschaftshistorische Wegmarkierungen : ausgewählte Schriften, 2006